# Hauptstraße C12
Die Hauptstraße C12 (englisch Main Road C12) ist eine Hauptstraße in Namibia. Sie erstreckt sich von der Nationalstraße B1 und Nationalstraße B3 bei Grünau in Richtung Nordwesten bis zu Nationalstraße B4 unweit östlich des kleinen Ortes Seeheim. Sie erschließt u. a. das Naute-Erholungsgebiet.
Bis Mitte der 2010er Jahre war der Straßenverlauf ab der Kreuzung mit der D545 direkt gen Norden nach Seeheim, ehe der Verlauf auf die weiter östlich gelegenen D545 an Naute vorbei verlegt wurde.